# Семья Сафра
Семья Сафра — известная ливано-бразильская семья сирийско-еврейского происхождения из Алеппо. Представители семьи были банкирами и торговцами золотом. Они занимались финансированием торговли между Бейрутом, Алеппо, Стамбулом и Александрией.
В 1914 году Якоб Сафра обосновался в Бейруте, а в 1920 году открыл свой первый банк — Banque Jacob E. Safra. Он быстро разбогател благодаря притоку сирийских бизнесменов и торговцев, которые стали клиентской базой Джейкоба.

## Представители семьи
- Jacob Safra[англ.]
- Jacqui Safra[англ.]
- Эдмонд Сафра[англ.]
- Моше Сафра[англ.]
- Джозеф Сафра